# Miss Sixty

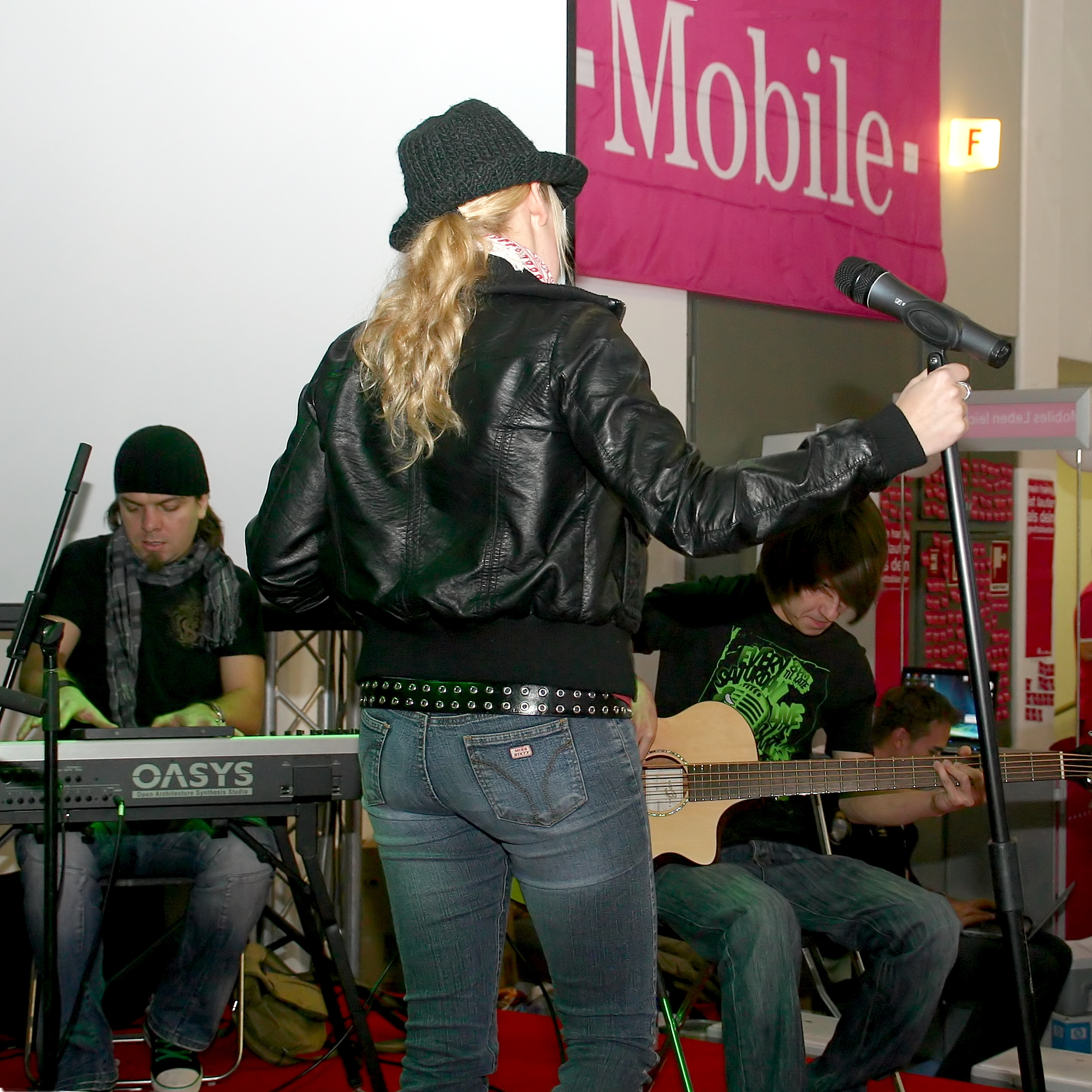
Janine „Jini“ Meyer der Musikgruppe Luxuslärm trägt eine Jeans der Marke „Miss Sixty“

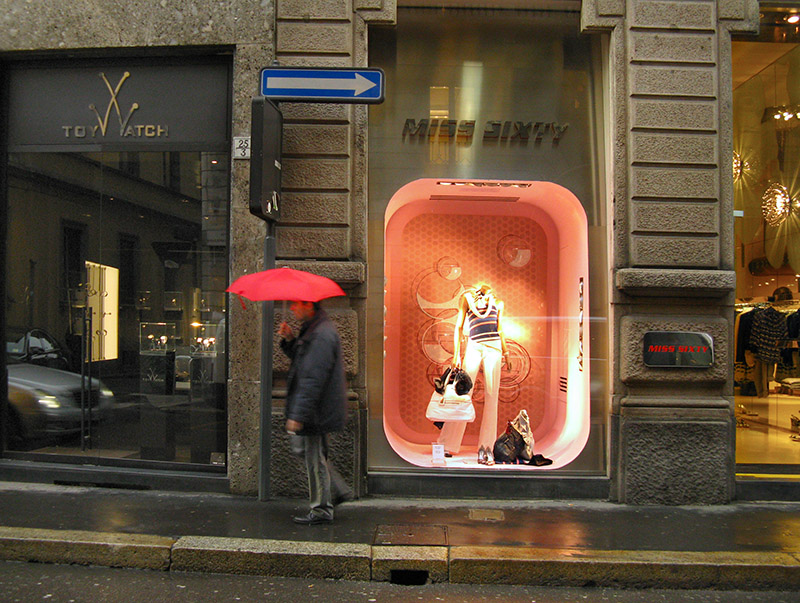
Miss-Sixty-Geschäft in Mailand

Miss Sixty ist eine 1991 gegründete Marke für modische Damenbekleidung sowie für Schuhe, Brillen und Parfum der Sixty Group aus Italien. Beliebt ist sie vor allem bei jungen Frauen und Mädchen ab dem Teenager-Alter.
Bekannt ist Miss Sixty vor allem durch seine Jeansmodelle, von denen die Modelle Tommy und Flare Nixie (Reißverschluss hinten am Gesäß) wohl die bekanntesten darstellen. Die Hosen sind knapp geschnitten und gehören zur Kategorie Hüfthose. Beliebt ist die Marke auch für ihre große Palette an Wolljacken/-mänteln.
Die Firma Sixty machte 2003 weltweit mit 2400 Mitarbeitern einen Umsatz von 650 Millionen Euro. In Deutschland brachte es Miss Sixty zusammen mit der eher auf männliche Kunden ausgerichteten SixtyGroup-Marke Energie im gleichen Jahr auf 120 Millionen Euro Umsatz. Außerdem vertreibt die Gruppe Kleidung der Marken Murphy & Nye, Refrigiwear, Killah, Richlu & Baracuta.